# 相良前続
相良 前続（さがら さきつぐ、生年不詳 - 嘉吉3年6月26日（1443年7月23日））は、相良氏の第9代当主。第8代当主・相良実長の子。幼名は藤五郎。初名は周頼。通称および官途は宮内大輔、左近将監を経て近江守・従五位下。正室は島津忠国の妹「生円院」。子は第10代当主相良堯頼。

## 略歴
初名は周頼（かねより）で宮内大輔を称したが、応永年間の初めに近江守に任ぜられて通称を改め、応永20年（1413年）3月、阿蘇宮社を参詣する前夜に見た吉夢により「前続」と名も改めた。
近江守に任命された頃に人吉城主を相続したという説もあるが、一般的には応永24年（1417年）4月4日に父・実長がなくなった際に人吉城主となったとされる。しかし家督は譲られた時期は判然としない。
薩摩・大隅・日向守護であった島津忠国の妹が妻で、同時に日向伊東氏も同族であったが、島津忠国が伊東祐堯を攻めた際には、祐堯の救援要請を受けた前続は単騎で日向に赴き、忠国を説得して兵を収めせたことがある。
先代に続いて比較的平和な時代で、応永17年（1410年）の添田王門前社壇の造営を始め、薩摩瀬祢宣嶋神社など数々の社寺の造営を行っている。東照山清明院を移転して蓬来山永国寺と号したのも前続である。
嘉吉3年（1443年）逝去。牌所は永国寺、墓は金堂山願成寺にある。法名は竺芳永徳。